# 批判乌兰夫
批判乌兰夫是中华人民共和国“文革”时期的一场政治批判运动，主要是针对当时的中共中央政治局候补委员、国务院副总理、内蒙古自治区党政主要领导人乌兰夫进行的。

## 背景
1964年，林彪提出“突出政治”，这种理论影响到全国。文革开始以前的四清运动，实际上就是在农村开始了以矛头对准“走资本主义道路的当权派”。而主政内蒙古的乌兰夫则召全区各级干部和群众抓好生产和抗旱抗灾工作，重视水利工程建设，当地的内蒙古人民说：“毛主席是我们的大救星，乌兰夫是我们蒙古族的领头人 。”文革开始后被李雪峰等人批判为“不抓阶级斗争”，成了乌兰夫的重要“罪行”之一。
还有在“四清运动”时期，内蒙古自治区党委曾在内蒙古自治区范围印发了有名的《对内蒙古人民宣言》。这是红军长征到达陕北后，以毛泽东名义于1935年12月20日发出的宣言，简称《三五宣言》。《三五宣言》曾主张内蒙古实行民族自决。“文革”期间，中国国内和国际环境都已经发生了变化，《三五宣言》中的某些提法已不再适应新的、变化了的现实状况 。

## 过程
1966年从6月7日开始到7月20日，整整用了43天，华北局组织内蒙古代表揭发批判乌兰夫。将乌兰夫的某些工作中的错误批判成“民族分裂”、“反党叛国”的程度。 除了小组会议外，中间先后又开了8次内蒙古自治区党委常委会议，6次有各盟、市委书记参加的中型会议，16次全体会议。同时，在内蒙古自治区直属机关和高等院校大力号召，暗示、引导揭发批判乌兰夫等人。会内会外，北京和内蒙遥相呼应，很快把“文化大革命”的矛头引向乌兰夫，内蒙古党委副书记奎璧、自治区副主席吉雅泰以及孔飞、毕力格巴图尔等一大批蒙古族干部也被株连进去。这次会议的结论是「乌兰夫的错误是反社会主义、反毛泽东思想的错误，是破坏祖国统一，搞独立国的民族分裂主义、修正主义的错误，实质是内蒙古党组织中最大的走资本主义道路的当权派」，而且以莫须有的罪名给乌兰夫罗列了五大罪状。
按照中共搞批判的惯例，这样密集的火力对准一个人，乌兰夫无法招架。乌兰夫一次次做检查，把自己的错误一次比一次说得严重。1966年7月13日，乌兰夫做了第四次检查。就这样，乌兰夫挨批被整的日子开始了，直到下野，被撤销党政军领导职务，长期被“监护”。
到了1967年《内蒙古日报》公开发表社论《打倒乌兰夫！》，从此，开始公开批判乌兰夫 。到了1967年4月13日，中共中央发布了《关于处理内蒙古问题的决定》，把当地群众组织分为“造反派”和“保守派”，而中共中央支持“造反派”，压制“保守派”，把王铎、王逸伦等内蒙古党委和内蒙古军区的又一批领导人诬陷为保守派的后台、乌兰夫的代理人，又制造了一起所谓“内蒙古二月逆流”错案，批判“二月逆流”、批判乌兰夫的斗争无休止地进行。 
1968年1月，内蒙古自治区革命委员会提出“打一场挖乌兰夫黑线，肃乌兰夫流毒的人民战争”，这就是所谓“挖肃”运动。2月，滕海清根据江青、康生的要求，在内蒙古举行所谓的“挖肃”誓师大会。4月23日，《内蒙古日报》发表《发动全面总攻，夺取决战决胜》社论，把“挖肃”运动推向高潮。一批又一批各级干部被挂在所谓“又粗又长的黑线”上，王再天、哈丰阿、朋斯克、特木尔巴根等一批老干部，被打入“乌兰夫反党叛国集团”之中。制造了内蒙古第一起冤案。原内蒙古自治区一级党政军高级干部除高锦明、权星垣、吴涛等少数人之外，绝大多数未能幸免。

## 结果
1972年，一直被“监护”的乌兰夫才重新出来工作。
1973年在中共十大召开之前，当时的国务院总理周恩来为了乌兰夫参加十大，并且选为第十届中央委员曾经据理力争，终于恢复了乌兰夫的个人自由，而且让他回到了北京。事后乌兰夫才知道是周恩来救的他，周恩来批判和纠正了那些说乌兰夫“反党叛国”、“搞分裂”的不实之词。

## 批判乌兰夫的宣传材料
- 《乌兰夫在民族问题方面的罪恶言论一百例批判》
- 《铲除一切害人虫—民族分裂主义份子乌兰夫在内蒙古的叛国分裂罪行》